# Географија Руанде
Руанда се налази у источној Африци, источно од Демократске Републике Конго, на координатама 2° 00′ S 30° 0′ E / 2.000° Ј; 30.000° И .
На 26.338 км², Руанда је 149. по величини земља на свету.  По величини је упоредив са Хаитијем или државом Масачусетс у Сједињеним Државама.   Цела земља је на великој надморској висини: најнижа тачка је река Русизи на 950 m изнад нивоа мора. 
Руанда се налази у централној/источној Африци и граничи се са Демократском Републиком Конго на западу, Угандом на северу, Танзанијом на истоку и Бурундијем на југу.  Лежи неколико степени јужно од екватора и нема излаз на море.  Главни град, Кигали, налази се у близини центра Руанде. 

## Главне географске карактеристике
Слив између главних сливова Конга и Нила тече од севера ка југу кроз Руанду, при чему се око 80 процената површине земље улива у Нил и 20 процената у Конго преко реке Русизи.  Најдужа река у земљи је Њабаронго, која извире на југозападу, тече на север, исток и југоисток пре него што се споји са Акањаруом и формира Акагеру; Акагера затим тече на север дуж источне границе са Танзанијом. Ниабаронго-Акагера се на крају улива у језеро Викторија, а њен извор у шуми Њунгве је кандидат за још увек неутврђено свеукупно извориште Нила. 
Руанда има много језера, а највеће је језеро Киву. Ово језеро заузима дно Албертинског расцепа дуж већег дела дужине западне границе Руанде и са максималном дубином од 480 m,  једно је од двадесет најдубљих језера на свету.  Друга значајна језера укључују Бурера, Рухондо, Мухази, Рверу и Ихема, последње је највеће у низу језера у источним равницама Националног парка Акагера. 
Планине доминирају централном и западном Руандом. Ове планине су део Албертинских Рифт планина које окружују Албертински огранак Источноафричког расцепа. Ова грана се протеже од севера ка југу дуж западне границе Руанде.  Највиши врхови налазе се у ланцу вулкана Вирунга на северозападу; ово укључује планину Карисимби, највишу тачку Руанде, на 4.507 m . 
Овај западни део Руанде, који се налази у оквиру екорегије планинских шума Албертинског расцепа,  има надморску висину од 1.500 до 2.500 m.  Центар земље су претежно валовита брда, док се источни погранични регион састоји од саване, равница и мочвара. 
Руанда има умерену тропску планинску климу, са нижим температурама него што су типичне за екваторијалне земље због велике надморске висине.  Кигали, у центру земље, има типичан дневни температурни распон између 12 °C и 27 °C, са малим варијацијама током године.  Постоје одређене температурне варијације широм земље; планински запад и север су углавном хладнији од ниже лежећег истока. 
Постоје две кишне сезоне у години. Први траје од фебруара до јуна, а други од септембра до децембра. Оне су раздвојене са две сушне сезоне: главном од јуна до септембра, током које често уопште нема кише, и краћом и мање оштром од децембра до фебруара.  Падавине варирају географски, при чему запад и северозапад земље добијају више падавина годишње него исток и југоисток. 

## Политичка географија
Руанда се граничи са Бурундијем на 290 км, Демократска Република Конго за 217 км, Танзанија за 217 км, а Уганда за 169 км.

## Физичка географија
Руанда има површину од 26 хиљада квадратних километара, од чега 3 одсто воде.

## Клима
Руанда има климу тропске саване и суптропску планинску климу, са влажном и сушном сезоном.
| Клима Кигалија                                     | Клима Кигалија | Клима Кигалија | Клима Кигалија | Клима Кигалија | Клима Кигалија | Клима Кигалија | Клима Кигалија | Клима Кигалија | Клима Кигалија | Клима Кигалија | Клима Кигалија | Клима Кигалија | Клима Кигалија |
| Показатељ \ Месец                                  | .Јан.          | .Феб.          | .Мар.          | .Апр.          | .Мај.          | .Јун.          | .Јул.          | .Авг.          | .Сеп.          | .Окт.          | .Нов.          | .Дец.          | .Год.          |
| -------------------------------------------------- | -------------- | -------------- | -------------- | -------------- | -------------- | -------------- | -------------- | -------------- | -------------- | -------------- | -------------- | -------------- | -------------- |
| Максимум, °C (°F)                                  | 26,9 (80,4)    | 27,4 (81,3)    | 26,9 (80,4)    | 26,2 (79,2)    | 25,9 (78,6)    | 26,4 (79,5)    | 27,1 (80,8)    | 28,0 (82,4)    | 28,2 (82,8)    | 27,2 (81)      | 26,1 (79)      | 26,4 (79,5)    | 26,89 (80,41)  |
| Минимум, °C (°F)                                   | 15,6 (60,1)    | 15,8 (60,4)    | 15,7 (60,3)    | 16,1 (61)      | 16,2 (61,2)    | 15,3 (59,5)    | 15,0 (59)      | 16,0 (60,8)    | 16,0 (60,8)    | 15,9 (60,6)    | 15,5 (59,9)    | 15,6 (60,1)    | 15,73 (60,31)  |
| Количина кише, mm (in)                             | 76,9 (3,028)   | 91,0 (3,583)   | 114,2 (4,496)  | 154,2 (6,071)  | 88,1 (3,469)   | 18,6 (0,732)   | 11,4 (0,449)   | 31,1 (1,224)   | 69,6 (2,74)    | 105,7 (4,161)  | 112,7 (4,437)  | 77,4 (3,047)   | 950,9 (37,437) |
| Дани са кишом (≥ 0.1 mm)                           | 11             | 11             | 15             | 18             | 13             | 2              | 1              | 4              | 10             | 17             | 17             | 14             | 133            |
| Извор: World Meteorological Organization.Шаблон:CN |                |                |                |                |                |                |                |                |                |                |                |                |                |

### Природни ресурси
Руанда поседује следеће природне ресурсе:
- злато
- волфрамит (руда волфрама)
- метан
- кафа
- чај
- обрадива земља
- боранија

Коришћење земљишта у Руанди је углавном за обрадиво земљиште и друге сврхе. 40 km² земље у Руанди се наводњава. Табела испод описује коришћење земљишта у Руанди од 2011.
| Користите      | Проценат површине |
| -------------- | ----------------- |
| обрадива земља | 46.32             |
| трајни усеви   | 9.49              |
| друго          | 44.19             |

## Животна средина
Природне опасности у Руанди укључују периодичне суше и вулканску активност планине Вирунга, која се налази на северозападу земље, дуж границе са Демократском Републиком Конго.

### Текућа питања
Актуелни проблеми који се тичу животне средине у Руанди укључују: резултат неконтролисаног крчења шума за гориво, прекомерну испашу, исцрпљивање земљишта и распрострањени криволов.

### Међународни уговори
Руанда је потписница следећих међународних споразума:
- Биодиверзитет
- Климатске промене
- Протокол о климатским променама – Кјото
- Дезертификација
- Угрожене врсте
- мочваре

Руанда је потписала, али није ратификовала Конвенцију Уједињених нација о праву мора.

## Екстремне тачке
Ово је листа екстремних тачака Руанде, тачака које су даље на северу, југу, истоку или западу од било које друге локације.
- Најсевернија тачка - неименована локација на граници са Угандом одмах северозападно од села Кагитумба
- Најисточнија тачка - неименована локација на граници са Танзанијом у реци Кагера провинција
- Најјужнија тачка - неименована локација на граници са Бурундијем
- Најзападнија тачка - неименована локација на граници са Демократском Републиком Конго у реци Русизи, непосредно јужно од града Букаву